# Téléphone
Il gruppo musicale dei Téléphone è stato famoso in Francia a partire dalla seconda metà degli anni settanta. All'inizio degli anni ottanta ha cominciato a utilizzare il sintetizzatore, per esempio nella canzone loro più nota, Cendrillon (Cenerentola)

## Formazione
- Jean-Louis Aubert - voce, chitarra
- Louis Bertignac - chitarra, voce
- Richard Kolinka - batteria
- Corine Marienneau - basso, voce

## Album studio
- 1977 - Téléphone
- 1979 - Crache ton venin
- 1980 - Au cœur de la nuit
- 1982 - Dure limite
- 1984 - Un autre monde

## Album live
- 1986 - Téléphone Le Live (registrato nel 1984)
- 2000 - Paris '81 (registrato nel 1981)

## Cover
- Il cantante francese Matthieu Mendès ha reinterpretato la canzone Cendrillon in una versione acustica sull'album Echo nel 2013.